# Belur Math

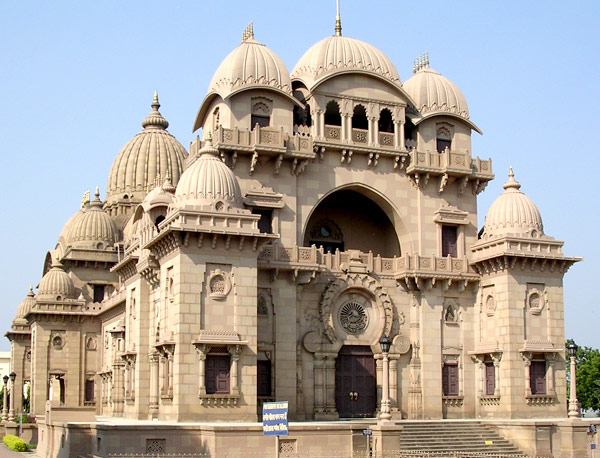
Haupttempel von Belur Math

Belur Math (Bengalisch: বেলুড়মঠ, beluṛmaṭh) ist eine hinduistische Klosteranlage (Math) im Norden Haoras, einer Nachbarstadt von Kolkata. Sie wurde 1899 als Sitz der zwei Jahre zuvor von Vivekananda gegründeten Ramakrishna-Mission etabliert und ist ebenfalls Sitz des Mönchordens Ramakrishna Math.
Der Komplex besteht aus einer großen Gebetshalle (Haupttempel) mit Ramakrishna-Statue. Das äußere Erscheinungsbild vereint Elemente einer Kirche wie auch einer Moschee, der völlig leere Innenraum wird von vielen Besuchern zu Meditationszwecken genutzt. Hinzu kommen zahlreiche kleine Tempel und Schreine. Auf dem Gelände befinden sich hinter dem Haupttempel die Verwaltungsgebäude der ansässigen Organisationen sowie Wohnhäuser der Mönche.
Es gibt eine ständige Fährverbindung von Belur Math zum etwas flussaufwärts auf der anderen Seite des Gangesarmes Hugli gelegenen Dakshineshwar, dem Kali-Tempel und Wohnsitz Ramakrishnas.